# Dolní Lhota (Zlíni járás)
Dolní Lhota település Csehországban, a Zlíni járásban. Dolní Lhota Petrůvka, Horní Lhota, Pozlovice, Sehradice és Slavičín településekkel határos. Lakosainak száma 701 fő (2024. január 1.).

## Népesség
A település lakosságának változását az alábbi diagram mutatja:
| Lakosok száma | 285  | 310  | 298  | 302  | 457  | 565  | 621  | 655  | 654  | 701  |
|               | 1869 | 1890 | 1921 | 1950 | 1980 | 2001 | 2017 | 2019 | 2022 | 2024 |